# Linea telegrafica Baltimora-Washington

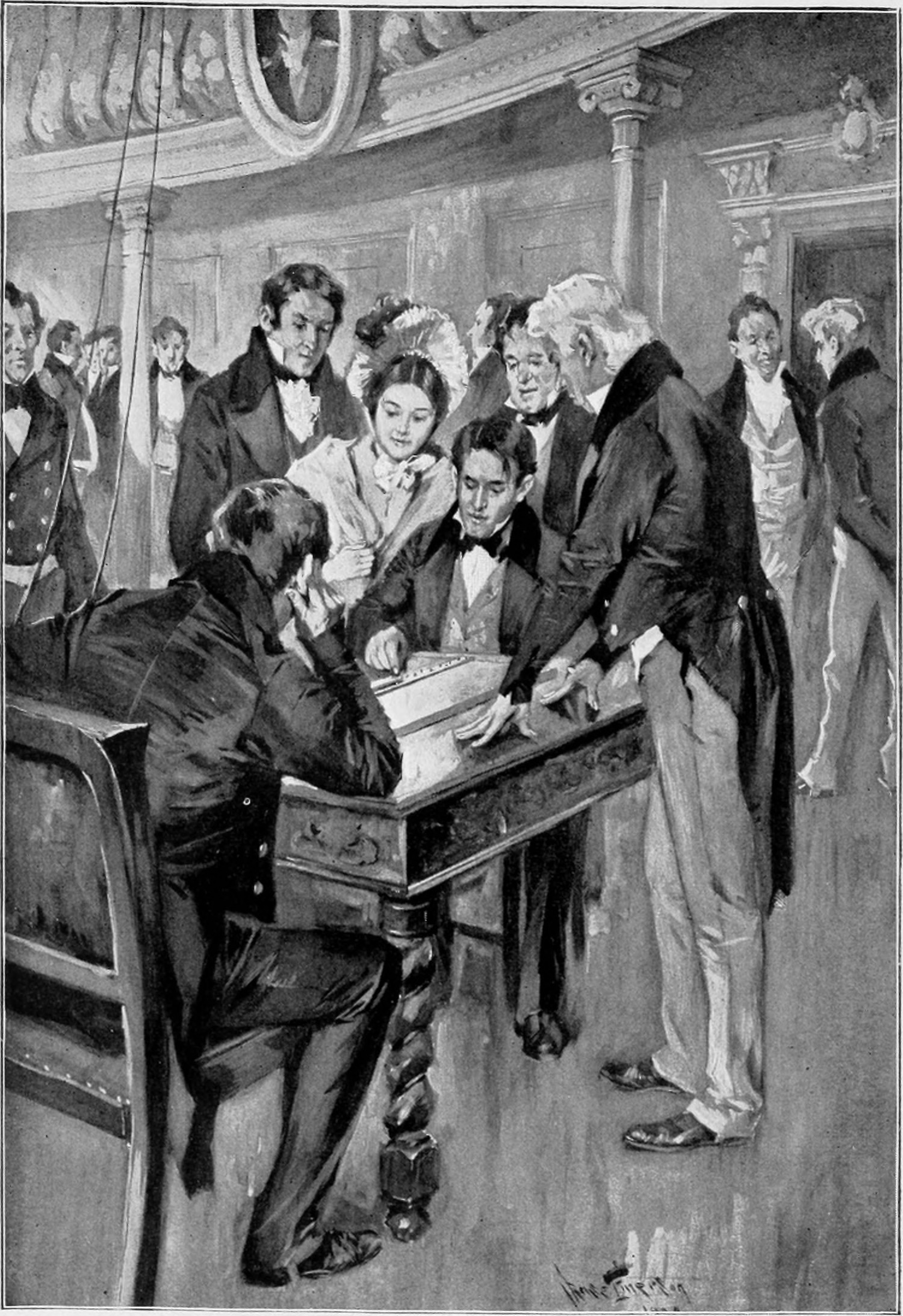
Il primo telegramma: il professor Samuel Morse che invia il messaggio dettatogli dalla signorina Annie Ellsworth.

La linea telegrafica Baltimora-Washington è stato il primo sistema telegrafico elettrico per trasmettere messaggi a lunga distanza ad essere costruito negli Stati Uniti d'America.

## La costruzione della linea
Nel marzo 1843, il Congresso statunitense finanziò con 30.000$ Samuel Morse affinché costruisse una linea telegrafica da  Washington, D.C. a Baltimora, nel Maryland, lungo il tragitto della più antica ferrovia degli Stati Uniti d'America, la Baltimore and Ohio Railroad.
All'inizio, Morse aveva deciso di porre il cavo sottoterra e aveva chiesto così a Ezra Cornell di posare la linea utilizzando uno speciale aratro posa-cavi appositamente sviluppato da Cornell stesso. Così, il 21 ottobre 1843, la posa del cavo iniziò a partire da Baltimora. L'aratro ideato da Cornell era tirato da otto muli ed era in grado di scavare un solco largo 5 cm e profondo 50, posando un tubo contenente i cavi e ricoprendolo di terra, il tutto in una successione integrata. Dopo aver posato solo 15 km di cavo, però, il progetto fu interrotto poiché la linea non era più in grado di trasmettere. Nel tentativo di trovare una soluzione, Morse venne a sapere che alla Cooke and Wheatstone, nel Regno Unito, stavano utilizzando dei pali per sorreggere il filo delle loro linee, e decise così di seguire la stessa strada.
L'utilizzo dei pali iniziò così a partire da Washington, il 1º aprile 1844. Nell'opera erano utilizzati pali di castagno alti sette metri e distanti 60 metri l'uno dall'altro, i quali sorreggevano due fili di rame 16 AWG, quindi dal diametro di circa 1,3 mm,  coperti da un rivestimento di cotone e gommalacca e da un'altra mistura di "cera d'api, resina, olio di semi di lino e asfalto". Il 1º maggio 1844 fu effettuato un test della linea non ancora completa, quando la notizia della nomina di Henry Clay come candidato alle elezioni presidenziali per il Partito Whig fu inviata dal congresso del partito, a Baltimora, al Campidoglio, a Washington.

## Operazioni

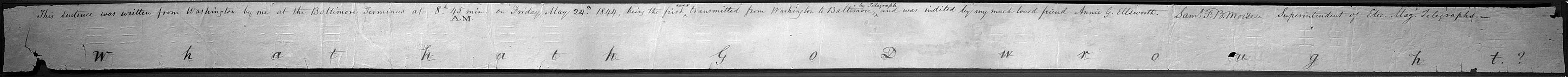
Testo del primo messaggio telegrafico inviato da Samuel Morse. Si può notare la scritta ad inchiostro fatta da Annie G. Ellsworth, figlia di Henry Leavitt Ellsworth, al di sopra delle lettere scritte a matita da Morse. Il messaggio è stato un dono fatto alla Biblioteca del Congresso da parte di George Inness, figlia di Annie Ellsworth.

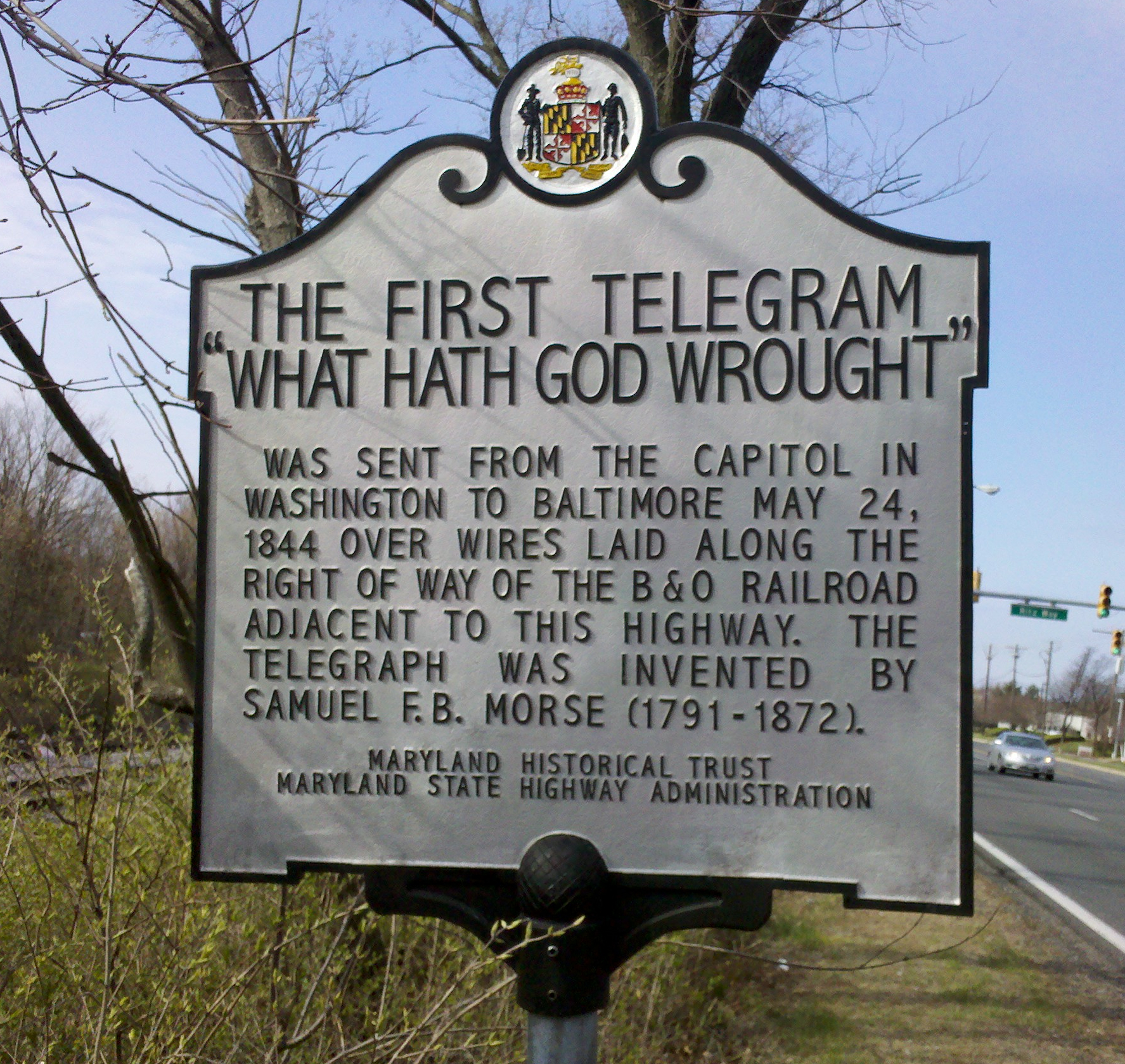
Una targa commemorativa posta a Beltsville dallo stato del Maryland per celebrare l'invio del primo messaggio telegrafico.

La dimostrazione pubblica della linea costruita da Morse avvenne il 24 maggio 1844, con l'invio di un messaggio dalla antica camera della Corte Suprema, nel Campidoglio, a Washington, alla stazione ferroviaria di Mount Clare, a Baltimora, ad opera di Morse. Il messaggio, ricevuto a Baltimora da Alfred Vail, era "What hath God wrought" ("Qual è l'opera che Dio compie"), una frase presa dal Libro dei Numeri della Bibbia. Tale frase fu suggerita da Annie Ellsworth, il cui marito era un forte sostenitore di Morse e che era a conoscenza della forte religiosità dell'inventore.
In quanto ministro delle poste, Cave Johnson fu posto a capo della gestione della linea, mentre Morse fu nominato sovrintendente e Alfred Vail e Henry Rogers furono nominati operatori. L'anno successivo, in un resoconto, Johnson scrisse che "l'importanza [della linea] per il pubblico non consiste in nessun possibile reddito che possa derivare da essa", il che fece sì che lo sviluppo dell'invenzione finisse così nelle mani di aziende private, le quali, al contrario di quanto ritenuto da Johnson, ne ottennero grandi guadagni.